# Puig Molló
El Puig Molló és una muntanya de 262 metres que es troba al municipi de Boadella i les Escaules, a la comarca catalana de l'Alt Empordà.